# Philip Van Isacker
Philippe (Philip) Joseph Aimé Van Isacker (Torhout, 18 december 1884 – Brussel, 11 maart 1951) was een Vlaamsgezind Belgisch bankier en politicus voor de Katholieke Partij en vervolgens het Katholiek Verbond van België.

## Levensloop
Philip Van Isacker was de zoon van Philogeen François Van Isacker, een apotheker. Na de klassieke humaniora aan het Jezuïetencollege in Turnhout, studeerde hij in 1908 af als doctor in de geschiedenis aan de Katholieke Universiteit Leuven, waar hij zich in de Vlaamse katholieke studentenbeweging engageerde. Ook was hij betrokken in de toenmalige strijd voor de vernederlandsing van de Rijksuniversiteit Gent en in 1910-1911 actief in het actiecomité Taalgrens wakker!.
Van Isacker werd studiemeester in Aat en Gent en in 1912 werd hij benoemd tot leraar aan het Koninklijk Atheneum te Mechelen. Eveneens was hij vorser aan het Belgisch Historisch Instituut te Rome. In al deze functie verrichtte hij geschiedkundig onderzoek. In 1921 promoveerde hij tot doctor in de rechten aan de Katholieke Universiteit, waarna hij een advocatenpraktijk uitbouwde.
Tijdens de Eerste Wereldoorlog stichtte hij samen met onder andere Alfons Verbist in Mechelen een gesloten studiekring die zich afzette tegen het activisme en die de democratische hervorming van de Katholieke Partij voorbereidde. Tijdens de oorlog was hij eveneens ondervoorzitter van het Mechels Comité voor Volksvoordrachten, dat onder leiding van Maurits Sabbe de Vlaamse sociaal-culturele geest voortzette in Belgisch-loyale geest.
Na de oorlog werd hij in 1918 tijdelijk redacteur bij De Standaard. Hij slaagde er reeds in mei 1919 in om de Mechelse afdeling van de katholieke partij als een van de eerste in België te hervormen tot een Vlaamsgezinde democratische standenpartij. Tevens was hij medestichter van de Katholieke Vlaamse Hogeschool voor Vrouwen in Antwerpen en stichtte hij begin 1919 in het arrondissement Mechelen een afdeling van de Katholieke Vlaamsche Landsbond.
Als kandidaat van de christelijke arbeidersbeweging werd hij in 1919 voor het arrondissement Mechelen verkozen tot lid van de Kamer van volksvertegenwoordigers, wat hij bleef tot in 1938. Hij was in de Kamer van 1920 tot 1931 secretaris van de Katholieke Vlaamse Kamergroep, secretaris van de Christen-Democratische Groep, die de Vlaamse en Waalse verkozenen van de christelijke arbeidersbeweging groepeerde, en van 1927 tot 1931 quaestor. In het parlement hekelde hij de taaltoestanden in het leger en bleef hij aandringen op de vernederlandsing van de Rijksuniversiteit Gent. Ook pleitte hij samen met Frans Van Cauwelaert voor amnestie voor activisten en een taalwetgeving om het gebruik van het Nederlands in Vlaanderen en aan de taalgrens af te dwingen. Daarnaast was hij van 1921 tot 1938 gemeenteraadslid van Mechelen en was hij in 1927 korte tijd politiek secretaris van het ACW.
Van juni 1931 tot mei 1932 was hij minister van Verkeerswezen, van december 1932 tot januari 1934 minister van Nijverheid en Arbeid, van januari tot november 1934 minister van Sociale Voorzorg en van november 1934 tot februari 1938 was hij in volle economische crisis minister van het belangrijke departement Economische Zaken. Onder zijn kabinetschefs waren de romancier Jan-Albert Goris (pseudoniem Marnix Gijsen) en de Leuvense hoogleraar Gaston Eyskens. Van Isacker voerde loyaal de harde soberheidspolitiek van de regering uit, met een sanering van het bankwezen en een pijnlijke devaluatie van de Belgische frank in 1935. Dit werd hem door de eigen ACW-achterban erg kwalijk genomen en in 1936 werd hij pas na veel discussie als kandidaat voor de parlementsverkiezingen aanvaard en herkozen.
Op 7 februari 1938 stapte hij uit de politiek. Hij was niet alleen ontgoocheld over de nederlaag van de Katholieke Partij bij de verkiezingen van 1936, maar ook over de politieke schandaalsfeer en het gemis aan dynamiek in de regering. Vervolgens werd hij in maart 1938 nationaal ondervoorzitter van de Kredietbank en in april 1938 covoorzitter van de pas geïnstalleerde Permanente Economische Nederlands-Belgisch-Luxemburgse Commissie, waardoor hij de oprichting van de Benelux in 1945 voorbereidde. Daarnaast was hij in 1946-1947 ondervoorzitter van de Belgische Vereniging der Banken, in 1948-1949 voorzitter van de Economische Sectie van het Benelux-Comité, bestuurslid van het Vlaams Economisch Verbond, nationaal voorzitter van de Bond van Kroostrijke Gezinnen en zetelde hij als extraparlementair in het Centrum Harmel, dat in 1948 opgericht werd.
Bij het begin van de Tweede Wereldoorlog in mei 1940 vluchtte Van Isacker met een directielid, enkele stafmedewerkers en een aanzienlijk pakket waardepapieren van de Kredietbank tot aan de voet van de Franse Pyreneeën. Hij verleende er bijstand aan Belgische vluchtelingen en nam er tijdelijk het voorzitterschap van de Belgische Federatie van de Kamers van Koophandel waar. In januari 1945 werd Van Isacker gearresteerd. Volgens katholieke bladen wegens handel met de Duitse bezetter door een Oostendse firma waarvan hij voorzitter was, volgens andersgezinden was er een onderzoek naar de Kredietbank-afdeling van de Belgische werklieden in Duitsland die de betaling van de lonen uitvoerde van diegenen die uit opportunisme of ideologie in Duitsland waren gaan werken. Door de bemiddeling van prominenten als zijn voormalige kabinetschef Gaston Eyskens, werd hij na een ruim een week terug vrijgelaten.
Philip Van Isacker was gehuwd met Charlotte Prové en onder hun vier kinderen waren de jezuïet en historicus Karel Van Isacker en romancier Frans Van Isacker. Van 1942 tot 1944 schreef hij zijn (postuum uitgegeven) mémoires Tussen Staat en Volk (Antwerpen, 1953).